# Иустин из Сипонто
Иустин (+310) — священник, епископ Сипонто, а также Флорентий, Феликс и Иуста, (+310), мученики. День памяти для первых трёх святых — 25 июля, день памяти святой Иусты — 1 августа .

## Предание
Святые Иустин, его братья, святые Флорентий и Феликс, а также его племянница, святая Иуста жили в городе Сипонто в начале IV века. Святой Иустин был известен своими умом и красноречием, он был поставлен епископом Сипонто. Святой Флорентий был женат, и у него была дочь по имени Иуста, названная в честь Иустина, которые её крестил. Согласно одному из преданий все четверо ходили из Сипонто в Кьети, где стали известны своими проповедями и чудотворениями. Встревоженные этим языческие священники поставили в известность императора Максимина. Власти приказали святым принести жертву Юпитеру. Иустин избежал этого, удалившись на гору Туберний (Tubernium), в то время как Флорентий, Феликс и Иуста были арестована и доставлены в город Форконий (Forconium), нынешнее Фурчи. Флорентий и Феликс тотчас, 25 июля 310 года, были обезглавлены. Святая Иуста была брошена в печь, но вышла оттуда невредимой, за что 1 августа того же года была расстреляна из лука. Она была похоронена в двух милях от Фурчи, где впоследствии в честь неё была построена базилика.
Святой Иустин тем временем похоронил братьев рядом со своей племянницей и скончался от естественных причин в возрасте 84 лет. Он похоронен неподалёку от городка Оффида, провинция Асколи-Пичено, где также была воздвигнута базилика.

## Почитание
Известно житие святых XV века, а также различные даты и места их почитания. Так святого Иустина путают со святым Иустином из Кьети. Святых Флорентия м Феликса отождествляют со святыми воинами, упоминаемыми святым Феликсом. О Иусте также известно, что она была погребена в крипте в Баццано (Bazzano), где сохранилось её тело. Храм был достроен в XIII веке. Её почитание особенно велико в Абруццо и Кампании. Храмы, посвящённые святой Иусте, имеются в Пенне, Сульмоне и Кьети. В старом Римском мартирологе имена всех четырёх святых поминаются на 25 июля. 